# Setrilleres
|  | Per a altres significats, vegeu «Setrillera». |

Unes setrilleres són un petit suport de metall, ceràmica o vidre que té uns receptacles pels setrills de l'oli d'oliva i del vinagre.
Normalment s'afegeix en el mateix suport un joc de recipients que contenen espècies o condiments, que generalment inclouen sal i pebre. Comunament i per extensió, en el llenguatge popular, els setrills reben també el nom de setrilleres, siguin o no part del joc, com és el cas de la "setrillera Marquina".

## Varietats

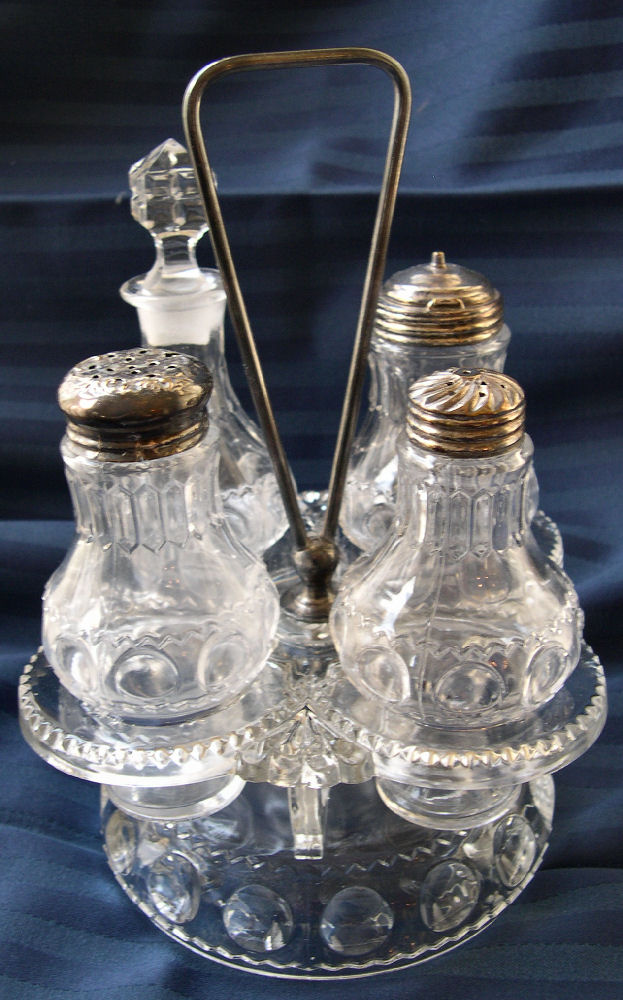
Unes setrilleres, c. 1930/1940

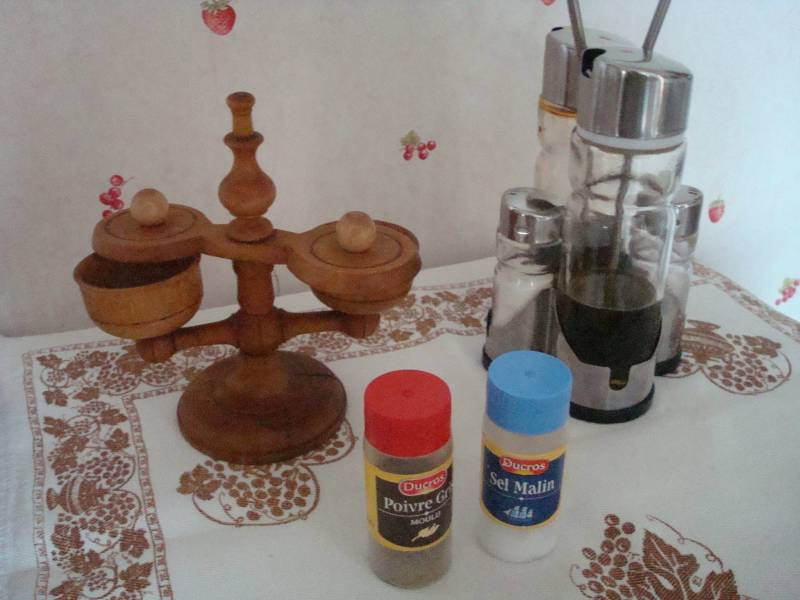
Unes setrilleres (a la dreta de la imatge)

La forma més simple i més estesa de setrilleres és la parella "oli i vinagre" unides en un mateix suport que pot ser fet amb diversos materials (fusta, vidre, metall, ceràmica, etc.. (o una combinació d'una varietat d'aquests..)
Sobre les dimensions, encara que n'hi ha de moltes mides s'han establit unes normes de facto, tant per les ampolles com per als recipients d'espècies o condiments:
- Les ampolles d'oli i vinagre són generalment d'una capacitat de 0,16-0,20 dm³.
- Els recipients de la sal i del pebre són en general de la mateixa capacitat (aproximadament 0,04 dm³, que és de 50 grams de sal i 20 grams de pebre.

En els restaurants francesos, els acompanya molt sovint el trio "sal-pebre-mostassa" o "sal-pebre-escuradents".
Al sud d'Europa, especialment a Itàlia i Espanya, hi ha el quartet més complet de "sal-pebre-oli - vinagre" (la mostassa no se sol incloure, puix que no és un condiment tant popular en els països meridionals).

## Setrilleres antidegoteig
El 1961, Rafael Marquina i Audouard va inventar el setrill antidegoteig, disseny emblemàtic que ha estat objecte de nombroses còpies a escala mundial, que no degota ni embruta amb la peça clau que rep el nom palíndrom "Broc corb". El disseny permet de dosificar el líquid i consta d'un vidre transparent, cònic, que permet alhora de recollir les gotes d'oli i l'entrada d'aire en el recipient.

## En la literatura
A l'aventura dels sis napoleons, Sherlock Holmes utilitza unes setrilleres com un suport pel seu diari. Sir Arthur Conan Doyle les descriu com "cruet-stand", és a dir, en català "suport de setrills" :
- Holmes el va recolzar contra les setrilleres i el va llegir mentre menjava.